# Rudolf Hildebrand (Architekt)
Rudolf Hildebrand (* 20. Mai 1886 in Gottesbichl bei Klagenfurt; † 30. Mai 1947 ebenda) war ein in der Tschechoslowakei wirkender österreichischer Architekt.

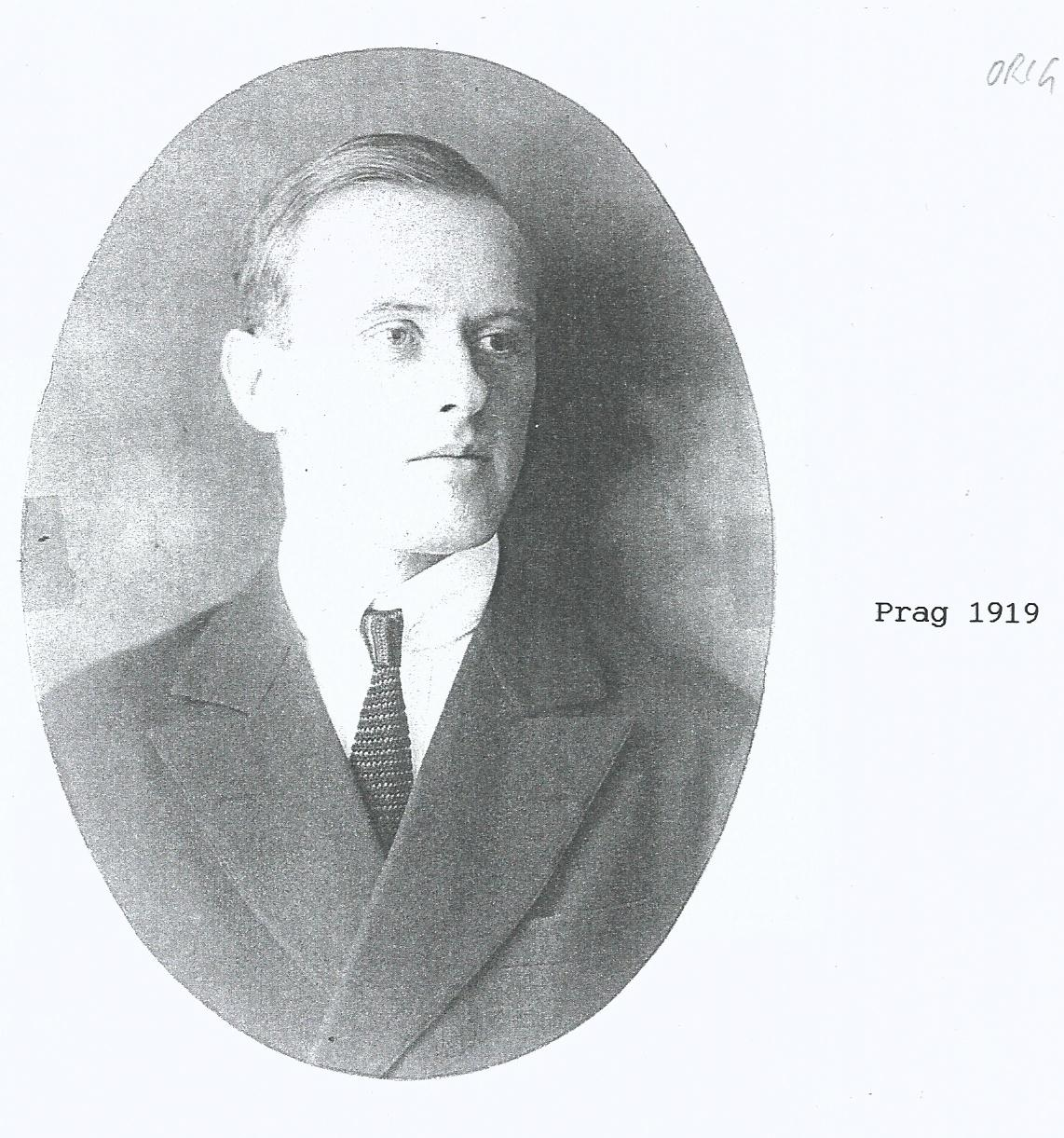
Porträt Rudolf Hildebrand 1919

## Leben
Sein Vater war August Hildebrand (1854–1942) aus Wien, ab 1883 Landwirt am Gut Grabenhof in Gottesbichl bei Klagenfurt, seine Mutter war Emma geb. Meyer (1864–1955) aus Lüneburg.
Nach dem ersten Studienabschnitt Architektur in Graz war er als Einjährig-Freiwilliger bei den Tiroler Kaiserjägern. Danach setzte er sein Studium in München bei den Lehrern Paul Thiersch, Carl Hocheder und vor allem Theodor Fischer fort und schloss es im Jahr 1911 ab. Anschließend war er zunächst in den Architekturbüros von Otho Orlando Kurz in München sowie Max Wöhler in Düsseldorf beschäftigt. Ab Mai 1913 war er Privatassistent bei Karl Jaray an der Deutschen Technischen Hochschule in Prag. Bei Kriegsbeginn 1914 meldete er sich zum Freiwilligen Radfahrbataillon in Graz, kam als Oberleutnant an die russische Front und war dann nach dem Kriegseintritt Italiens an der Isonzofront sowie in der Pala-Gruppe in Tirol im Einsatz. Im Juli 1918 erfolgte seine Enthebung vom Militärdienst, erwirkt durch Karl Jaray für die Mitarbeit am Projekt einer Lungenheilanstalt.
Nun war er wieder Privatassistent am Lehrstuhl von Jaray und Atelierchef in dessen Architekturbüro über einen Zeitraum von acht Jahren. Die Hauptklienten waren die Böhmische Escompte-Bank sowie die Prager Zweigstellen der Wiener Creditanstalt und der Anglo-Österreichischen Bank. Geplant wurden Umbauten der Zentralen sowie die Errichtung von Filialen in elf Provinzstädten wie z. B. Karlovy Vary (Karlsbad) und Ústí nad Labem (Aussig), ferner die Glanzstoffabrik in Lovosice (Lobositz), das Zentralgebäude der Julius Meinl AG und die Textilfabrik Kubinzky in Prag sowie das Herrenhaus der Zellstofffabrik Porak in Loučovice (Kienberg). Rudolf Hildebrand bearbeitete viele dieser Projekte, übernahm die Bauleitung der Prager Bauten und besuchte die Provinzbauten. Dadurch gewann er eine große Erfahrung in der Detailplanung und in der Erarbeitung verlässlicher Voranschläge der Baukosten.
1919 heiratete er Else geb. Schedlbauer (1892–1973), die aus einer Prager deutschen Familie stammte. Die beiden Söhne aus dieser Ehe sind:
- Hannes Hildebrand (* 1920 in Prag), der 1942 den Grabenhof von seinem verstorbenen Großvater übernommen hat und dort lebt.
- Ernst Rudolf Hildebrand (* 1923 in Prag; † 13. Januar 2019), ab 1956 Architekt in Klagenfurt, er lebte in Karnburg bei Klagenfurt.[1]

Als Karl Jaray im Jahr 1926 seinen Lebensmittelpunkt nach Wien verlegte, übernahm Rudolf Hildebrand dessen Architekturbüro, die Beendigung der laufenden Aufträge sowie auch einige Mitarbeiter. Nun war er als selbständiger Architekt mit österreichischer Staatsbürgerschaft und dem Berufssitz Prag in der Tschechoslowakei tätig. In den Jahren 1928 bis 1932 ergab sich noch einmal eine Zusammenarbeit mit Karl Jaray, und zwar beim Projekt der Böhmischen Escompte-Bank und Credit-Anstalt am Graben 33 in Prag. Die Bauleitung hatte Rudolf Hildebrand inne. 1938 unternahm er eine Vortragsreise in Dänemark über die technische Organisation dieser Großbank.
Seine Tätigkeit als selbständiger Architekt dauerte noch bis zum Kriegsende im Mai 1945, dann musste er wegen der politischen Situation mit seinem Sohn Ernst Prag in Richtung Bayern verlassen. Erkrankt an Tuberkulose, schrieb er im UNRRA-Sanatorium in Amberg aus dem Gedächtnis seine Lebenserinnerungen und kehrte in sein Geburtshaus in Gottesbichl zurück, wo er 1947 starb.
Rudolf Hildebrand war bis 1945 Mitglied der Prager Freimaurerloge Harmonie.

## Bauten

### Für das Architekturbüro Jaray
Im Rahmen der Tätigkeit für das Architekturbüro Jaray beteiligte sich Hildebrand 1918 bis 1926 an diversen Umbauten und der Errichtung von Filialen der Böhmischen Escompte-Bank, der Wiener Creditanstalt und der Anglo-Tschechoslowakischen Bank, ferner an folgenden Bauvorhaben:
- Glanzstoff-Fabrik Lovosice
- Zentralgebäude der Julius Meinl AG Prag
- Textilfabrik Kubinzky Prag
- Herrenhaus Porak in Kienberg

### Als selbstständiger Architekt
Als selbstständiger Architekt in Prag erhielt er folgende Aufträge im Zeitraum 1926 bis 1939:
- Filialen in Benešov und Beroun für die Landwirtschaftliche Kreditbank
- Für die Fa. Sellier & Bellot: Verwaltungsgebäude und später Werkstätten und Büros; Vergrößerung des Kesselhauses
- Filiale in Česká Kamenice für die Böhmische Escompte-Bank und Credit-Anstalt, entworfen in der Art von Jaray
- Aufstockung des Filialgebäudes in Karlsbad
- Vergrößerung der 1924 von Jaray errichteten Böhmischen Glanzstoffabrik in Lovosice; Erweiterung der Shedanlagen und neues Kesselhaus
- „Julius Meinl AG“: Erweiterung des Zentralgebäudes (teils Lager, teils Betriebsraum)
- Villa für die Witwe des Unionbankdirektors Rulf auf der Hřebenka in Smíchov
- Delikatessengeschäft Josef Lippert im Haus „Zur Schwarzen Rose“ am Graben in Prag als Umbau (konstruktiv kompliziertes Projekt)

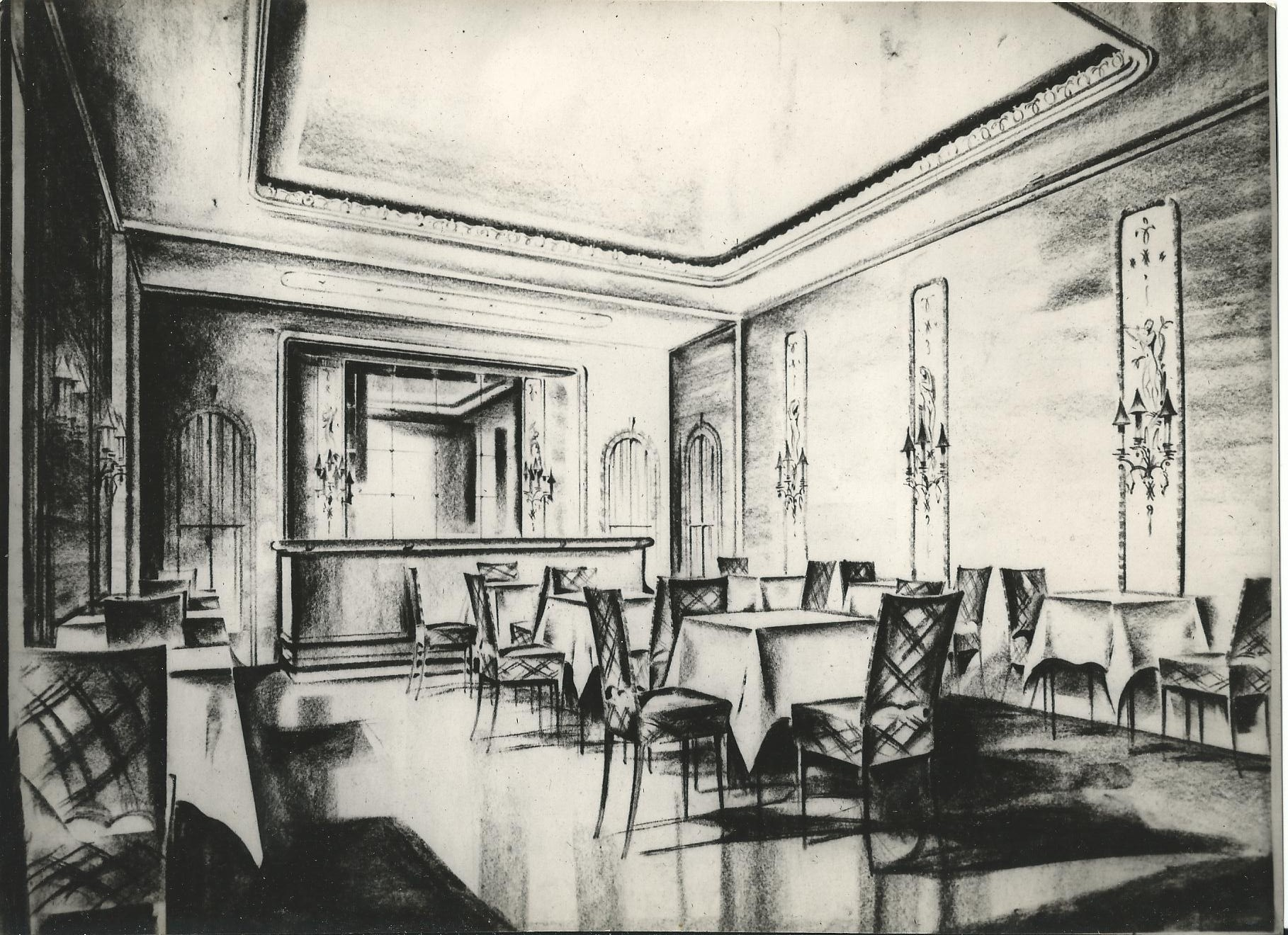
Speisesaal Lippert – Entwurfszeichnung
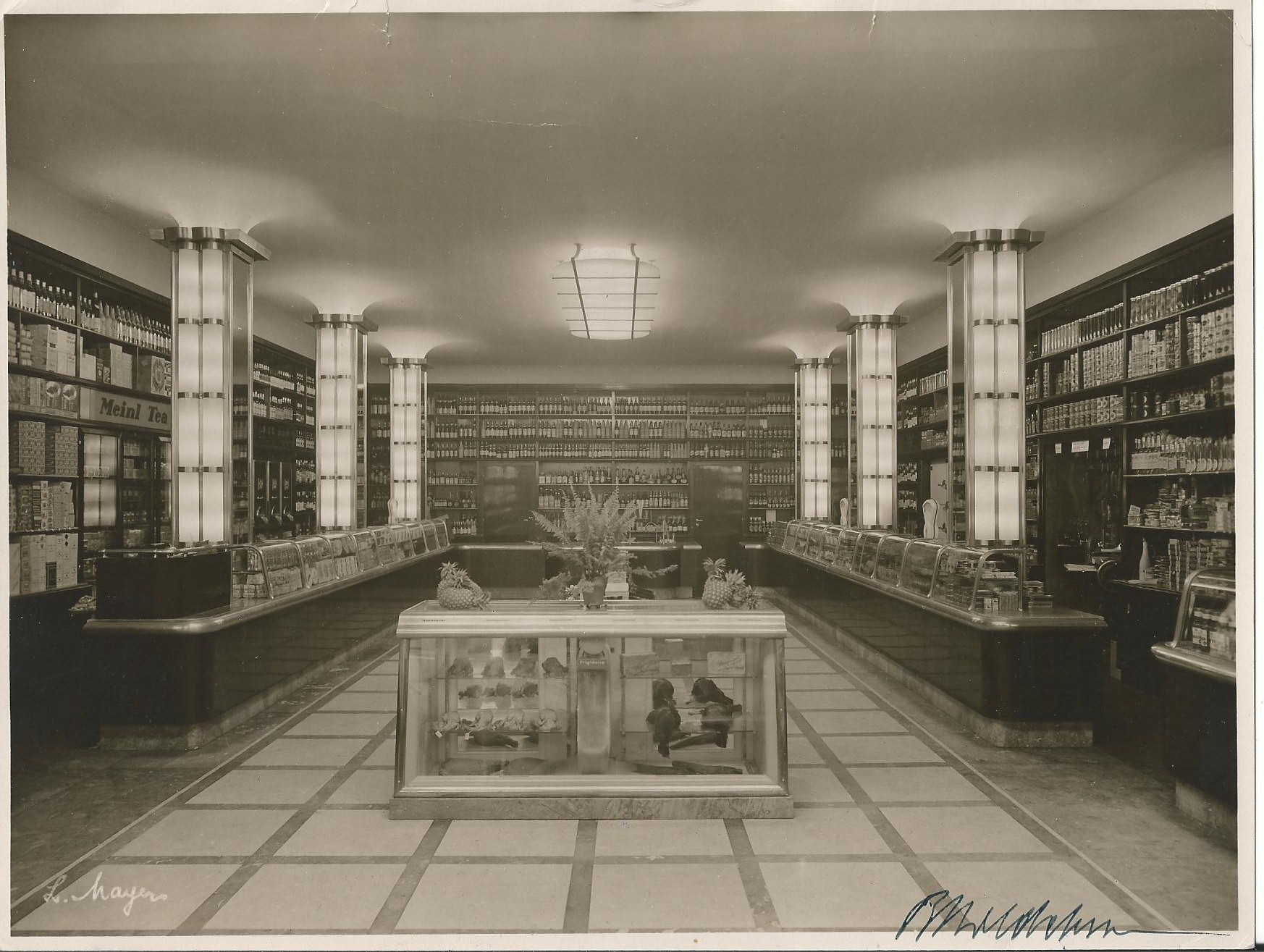
Verkaufsraum Lippert – Foto um 1930 – Atelier Mayer

- Riedelsche Glasfabrik in Polubný (Polaun) bei Gablonz (Walther und Arno Riedel): Umgestaltung des Wohnbaues, neue Ausstattung
- Adaptierung des Hotels „Altes Ungelt“ bei der Teynkirche in Prag
- kleinere Arbeiten im Schloss Horšovský Týn im Böhmerwald, Eigentümer Fürst Trautmannsdorf
- Villa für Herrn Fiedler in Krč bei Prag
- Villa für Trude Ritter in Komotau (1931)[3]
- Wohnhaus des Ärztepaares Pokorny: Zubau für Arztpraxis mit umfangreicher Röntgenanlage
- 1928 bis 1932 Neubau der Böhmischen Escompte-Bank und Credit-Anstalt am Graben in Prag (na příkopě), neben dem Pulverturm, gemeinsames Projekt Hildebrand-Jaray. (Die Architekten Sakař, Gotthilf und Neumann wurden in der Projektsphase zwischen Baubewilligung und Ausführungsplanung zur Bearbeitung mit herangezogen)

Böhmische Escompte-Bank und Credit-Anstalt – Lageplan
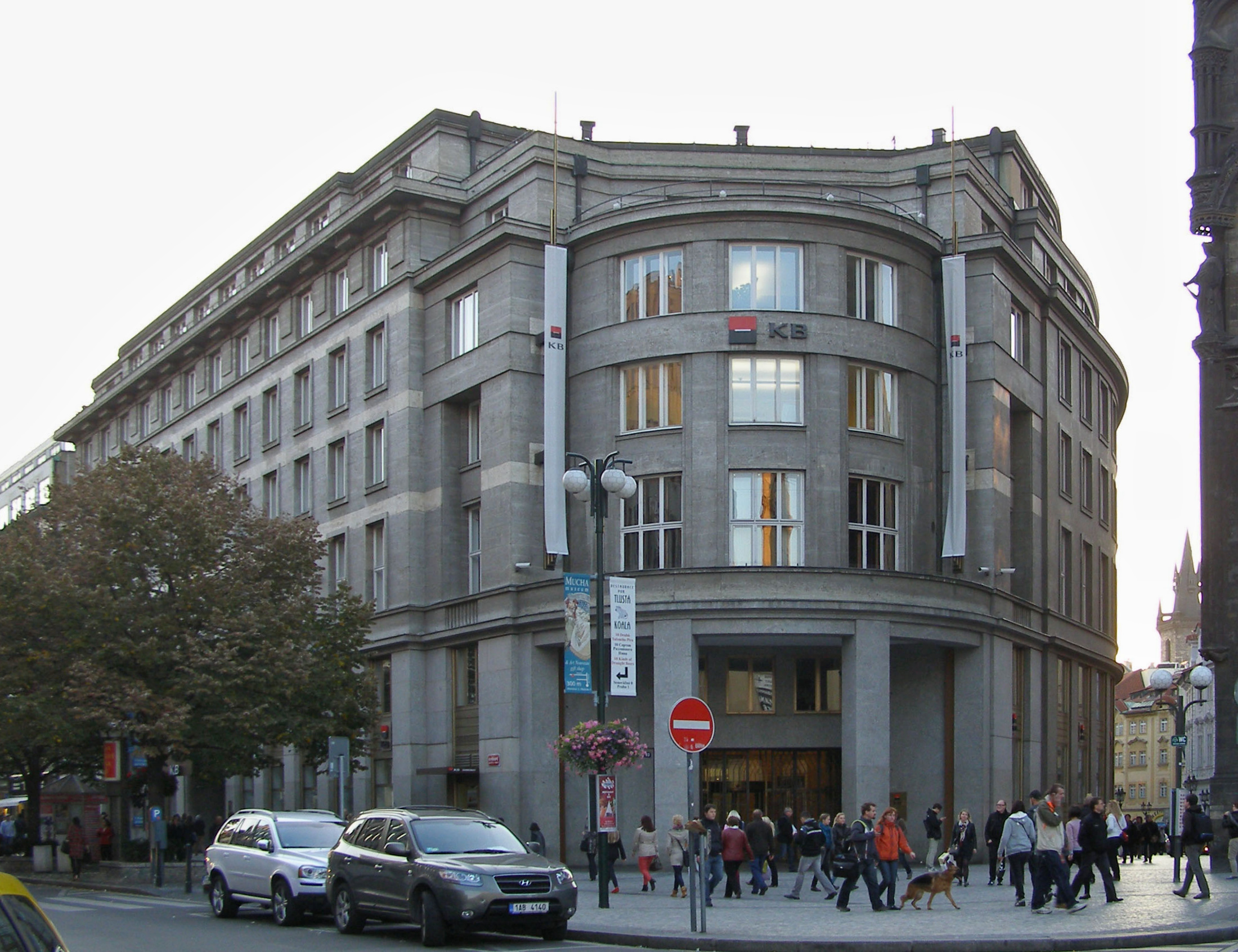
Böhmische Escompte-Bank und Credit-Anstalt, Praha 1, Na příkopě 33, 1930–1932

- Prager Volkswohnungsverein: Wohnanlage mit 80 Wohnungen, Ecke Kostelní-Kamenická in Prag
- Zinshaus in Ústí nad Labem für die Geschwister Ernst und Gottfried Schedlbauer, Gertrud Steinert
- Villa für den Schokoladefabrikanten René Kluge in Prag – Smíchov
- Villa Glaser in Žatec (Saaz)
- Villa Weiss (Telatko) in Žatec (Saaz)

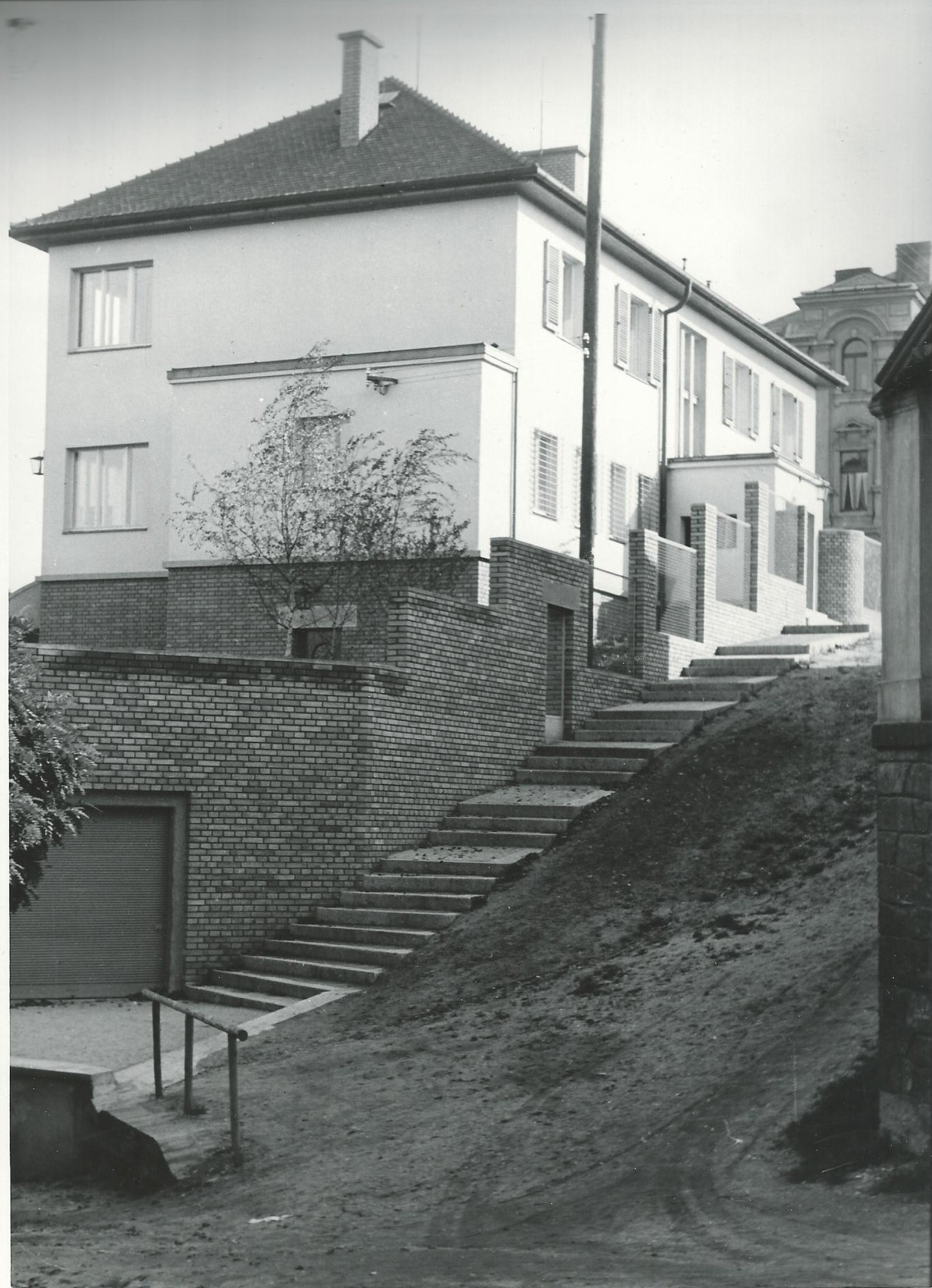
Villa Glaser in Saaz
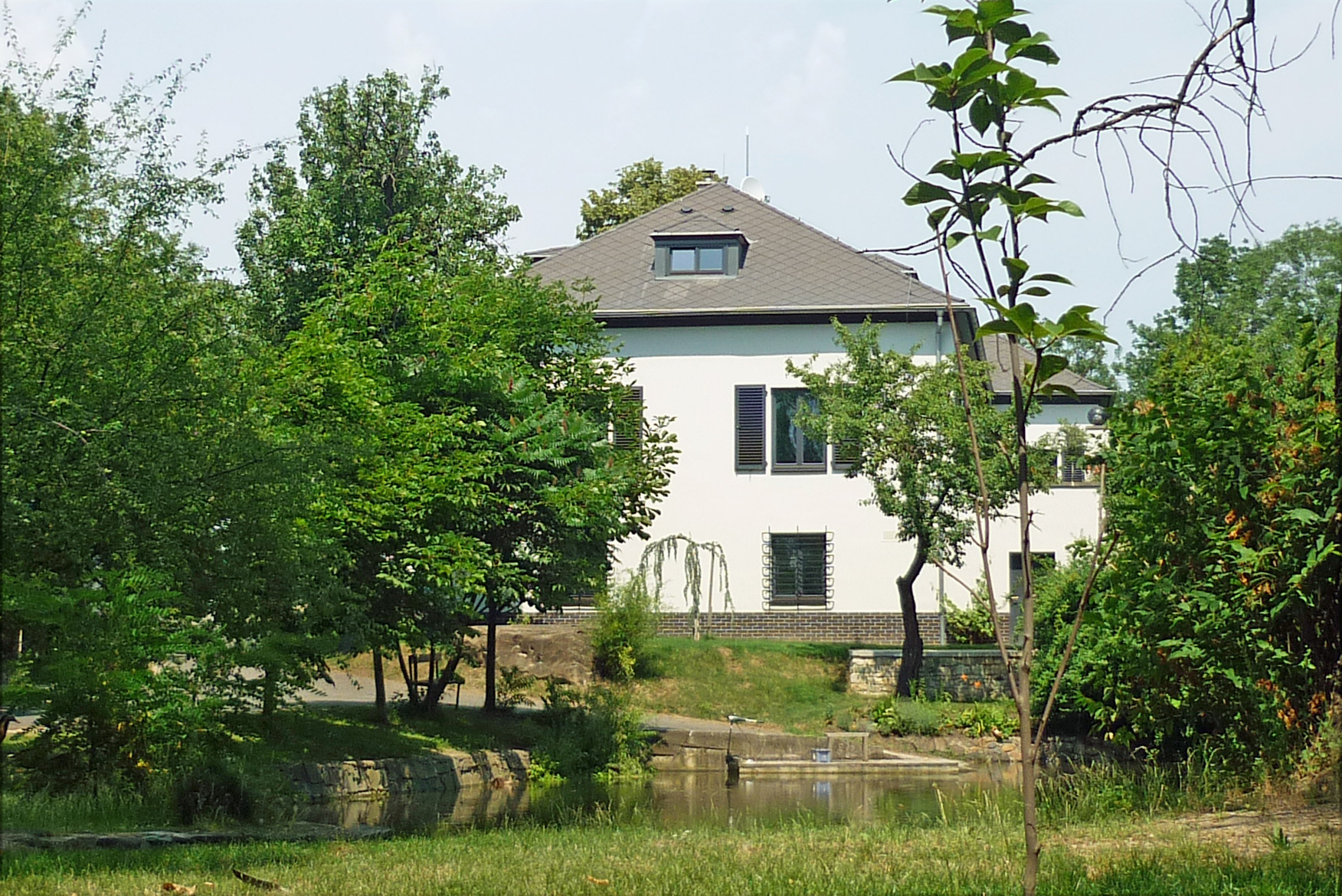
Villa Telatko in Saaz
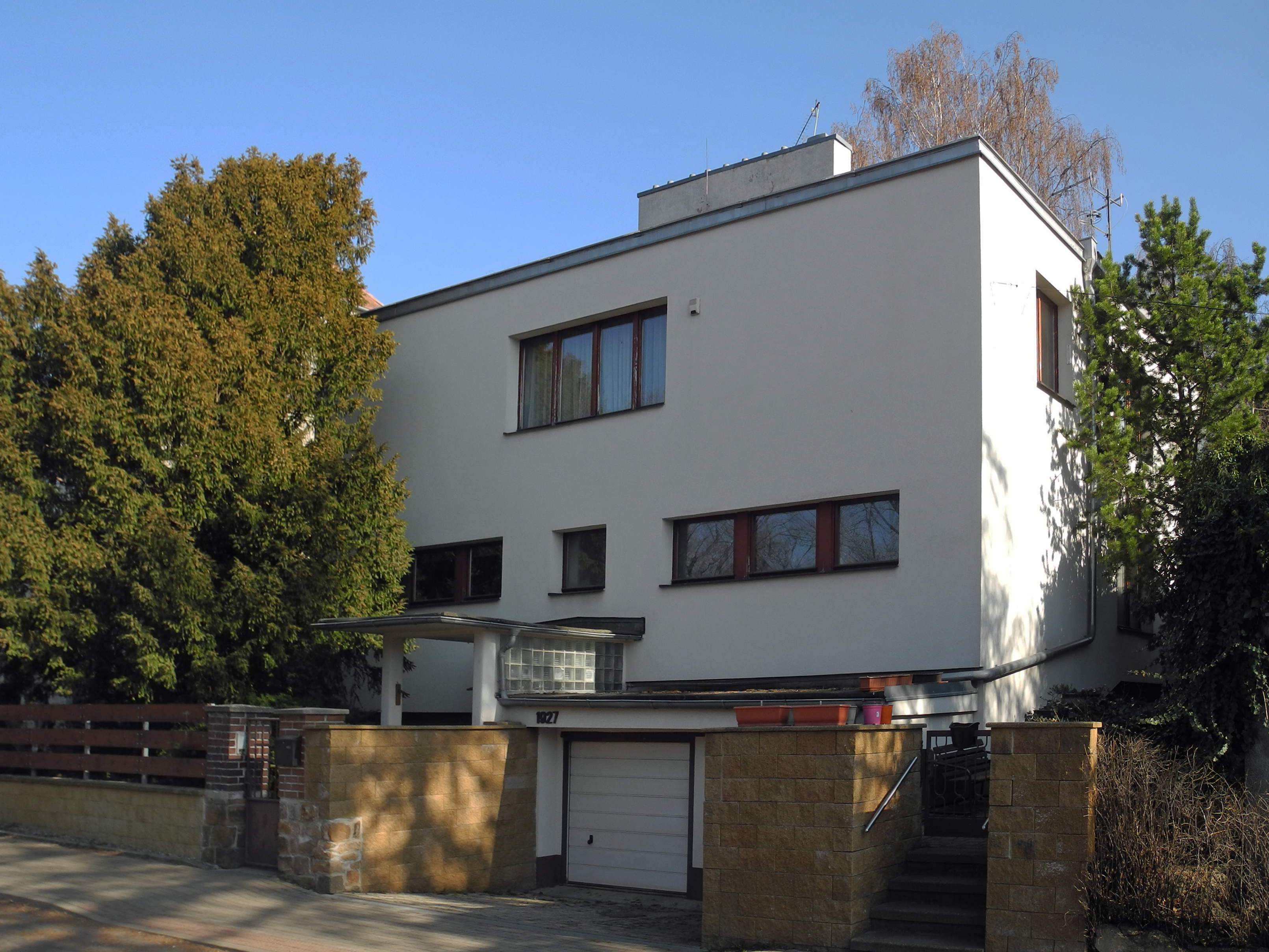
Villa Trude Ritter in Komotau

Selbstständige Tätigkeit 1940 bis 1945:
- Umbau ETA GmbH in Vršovice, feinmechanisch-optische Fabrik
- Neu- und Umbau für die „Askania Feingetriebe-Bau GmbH“
- Gebäude für die Fabrik Optischer Apparate „Srb & Stys“
- Bauten für die „Walter AG“, Fabrik für Flugmotoren
- Neubau für die Lackfabrik TEBAS AG in Vysočany
- Baugruppe für deutsche Schulen in Smíchov
- Siedlung mit Kleinwohnungen
- Ideenprojekt für die Nordstadt von Prag

## Quellen

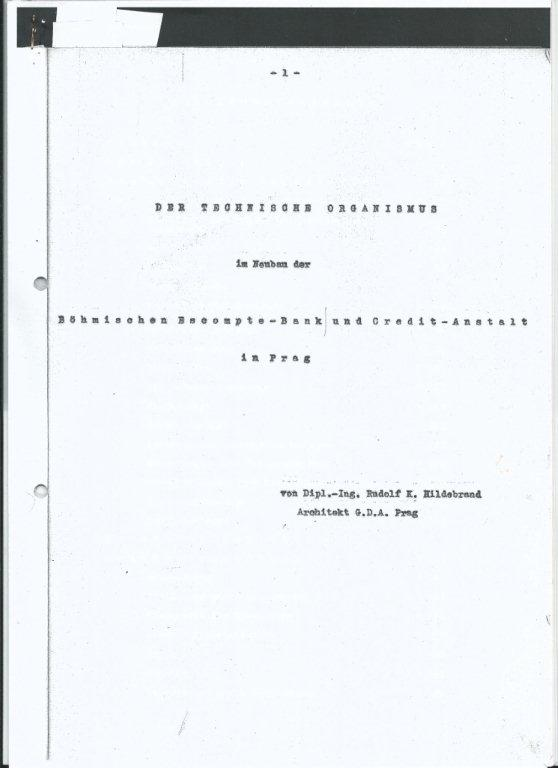
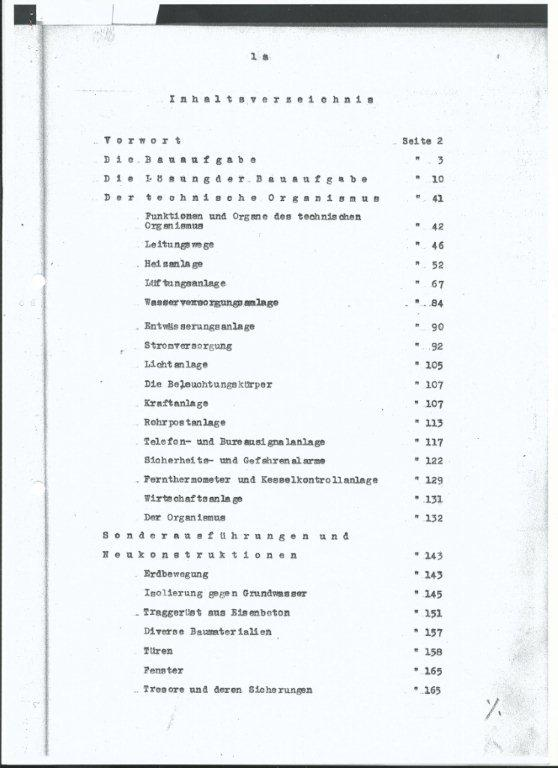
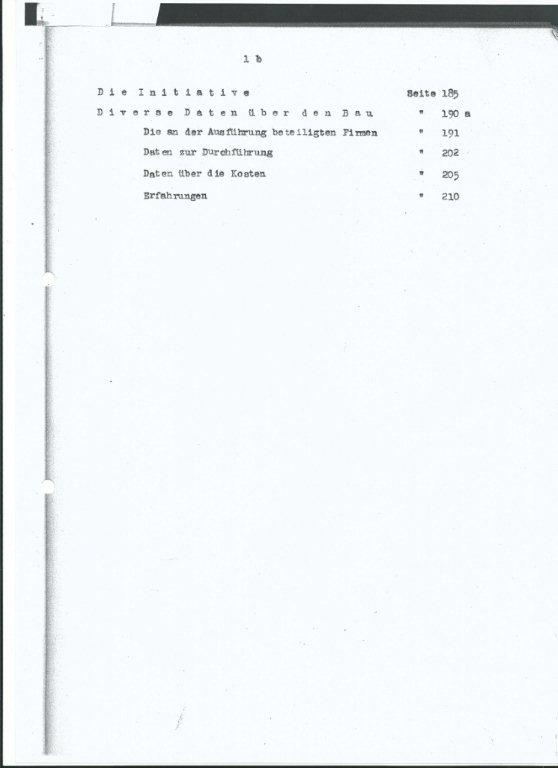
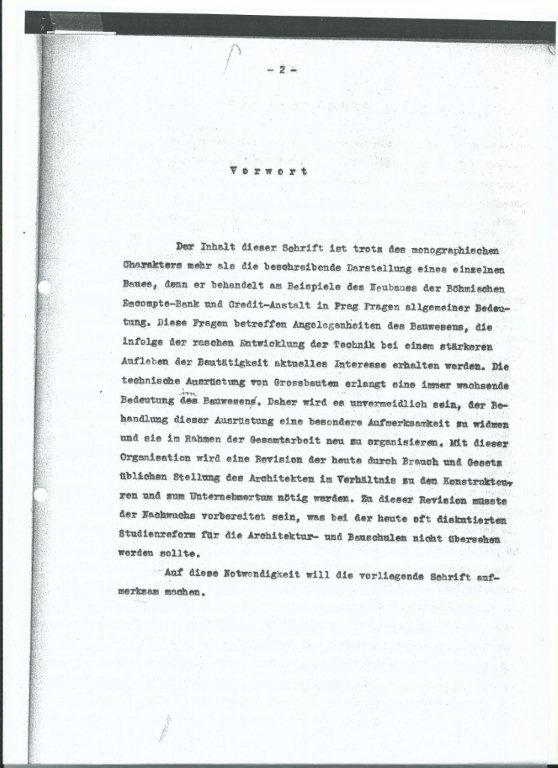